# 市民統一戦線
市民統一戦線（しみんとういつせんせん）は、タンザニアの政党である。自由主義を標榜し、自由主義インターナショナルに加盟している。1995年から2015年までの党議長はイブラヒム・リプンバ。

## 党名
- スワヒリ語ではChama Cha Wananchiと表記される。
- 英語ではCivic United Frontと表記される。
- 略称はスワヒリ語に基づくCCW、英語に基づくCUFの双方があるが、本稿では市民統一戦線が自ら使用している略称であるCUFを用いる。

## 概要
タンザニア革命党(CCM)の一党支配が制度的な終わりを迎えた1992年、ザンジバルにおいて民主化運動を指導してきたカマフルと呼ばれる政治運動体と、タンガニーカにおいて人権問題を取り上げてきた市民運動の2組織が統合し、新党市民統一戦線(CUF)が結成された。翌1993年には政党として認可された。CUFの指導者には、CCMの政策に反対し離党した者が多い。その後、2017年現在までタンザニアの数少ない有力野党として活動している。主な支持基盤はザンジバルである。